# Karl Nieberle
Karl Nieberle (* 1. Januar 1877 in Blaubeuren, Württemberg; † 12. Januar 1946 in Pfullingen) war ein deutscher Veterinärmediziner und Hochschullehrer in Leipzig.

## Leben
Karl Nieberle war von 1926 bis 1944 ordentlicher Professor für Tierpathologie an der Veterinärmedizinischen Fakultät der Universität Leipzig, 1931/32 und von 1934 bis 1943 war er Dekan der Veterinärmedizinischen Fakultät. Zum 1. Mai 1933 trat er der NSDAP bei (Mitgliedsnummer 2.990.637), im November 1933 unterzeichnete er das Bekenntnis der deutschen Professoren zu Adolf Hitler. Er sprach sich offen für eine strikte Trennung von politischen Aktivitäten und Studium aus. 1934 wurde er in die Deutsche Akademie der Naturforscher Leopoldina gewählt. Er schrieb das Standardwerk der Tierpathologie: Lehrbuch der speziellen pathologischen Anatomie der Haustiere. Bahnbrechend waren seine Arbeiten zur Bekämpfung der Tuberkulose bei Tieren. Von 130 unter seiner Leitung entstandenen Dissertationen befassten sich 54 mit der Tuberkulose.
Er war Angehöriger des Corps Saxo-Thuringia im Rudolstädter Senioren-Convent.